# Malcus Holmquist
Malcus Holmquist, född 28 juli 1861 i Halmstad, död 1921, var en svensk industriman. 
Efter skolgång i Halmstad och en tids arbete hos broderns skeppsklareringsföretag blev Malcus anställd hos maskinfirman Alfred Barber & Co i Hamburg. Efter resor i de nordiska länderna arbetade han en kort tid i Berlin hos Schuchardt & Schütte. År 1889 flyttade han hem till Sverige och Halmstad och startade firman Malcus Holmquist Tekniska Specialaffär.

I Halmstad fanns en miljö med växande industri, främst inom gjuteri- och verkstadsbranschen. Han hade insett att den växande Svenska industrin var i stort behov av olika slag av större verktyg och maskiner, sådana produkter som han skaffat sig kunskap om i Tyskland. Försäljningen i Malcus firma bestod mest av tyska lyftblock, kranar samt tak- och blockvagnar. 
I mitten på 1890-talet inleddes samarbete med Anton W Angel, en av ägarna till Halmstads Gjuteri AB. Det företaget började då tillverka handtraverser, kranar, lyftverktyg samt spel. Dessa produkter hade tidigare importerats från Tyskland. 
År 1902 överlät Malcus sin firma till det nybildade AB Malcus Holmquist då ett bolagsavtal slöts mellan de blivande delägarna Malcus Holmquist, Edwin Berger, C G Lidbeck och Anton W Angel. Edwin Berger blev majoritetsägare till bolaget, dess ordförande och VD. Företaget som kom att kallas Malcus var under lång tid ett av Halmstads största arbetsgivare med upp mot 900 anställda på 1960-talet.